# Ligne 62 du tramway de Bruxelles (1968-1987)
Pour les articles homonymes, voir Ligne 62.
Ne doit pas être confondu avec Ligne 62 du tramway de Bruxelles.
La ligne 62 est une ancienne ligne de tramway du tramway de Bruxelles qui a fonctionné entre le 9 janvier 1968 et le 30 septembre 1987.

## Histoire
La ligne est mise en service le 9 janvier 1968 lors de la quatrième phase de restructuration du réseau de tramway bruxellois, elle relie la gare de Berchem-Sainte-Agathe à la porte de Tervuren à Etterbeek en remplacement des lignes 35 et 60 respectivement sur les sections gare de Berchem-Sainte-Agathe - Molenbeek-Saint-Jean Karreveld et Karreveld - Etterbeek porte de Tervuren,.
Entre Botanique et la gare du Nord, les trams empruntent initialement les rues Botanique, Godefroid de Bouillon, de la Prairie et de la Rivière, la plupart à sens unique. Cette section est remplacée dans les années 1970, les trams passant par l'avenue de la Reine et la rue de Brabant. Le terminus à Merode via une boucle par la rue Gérard et la rue des Ménapiens est remplacé par celui du square Montgomery à la même période.

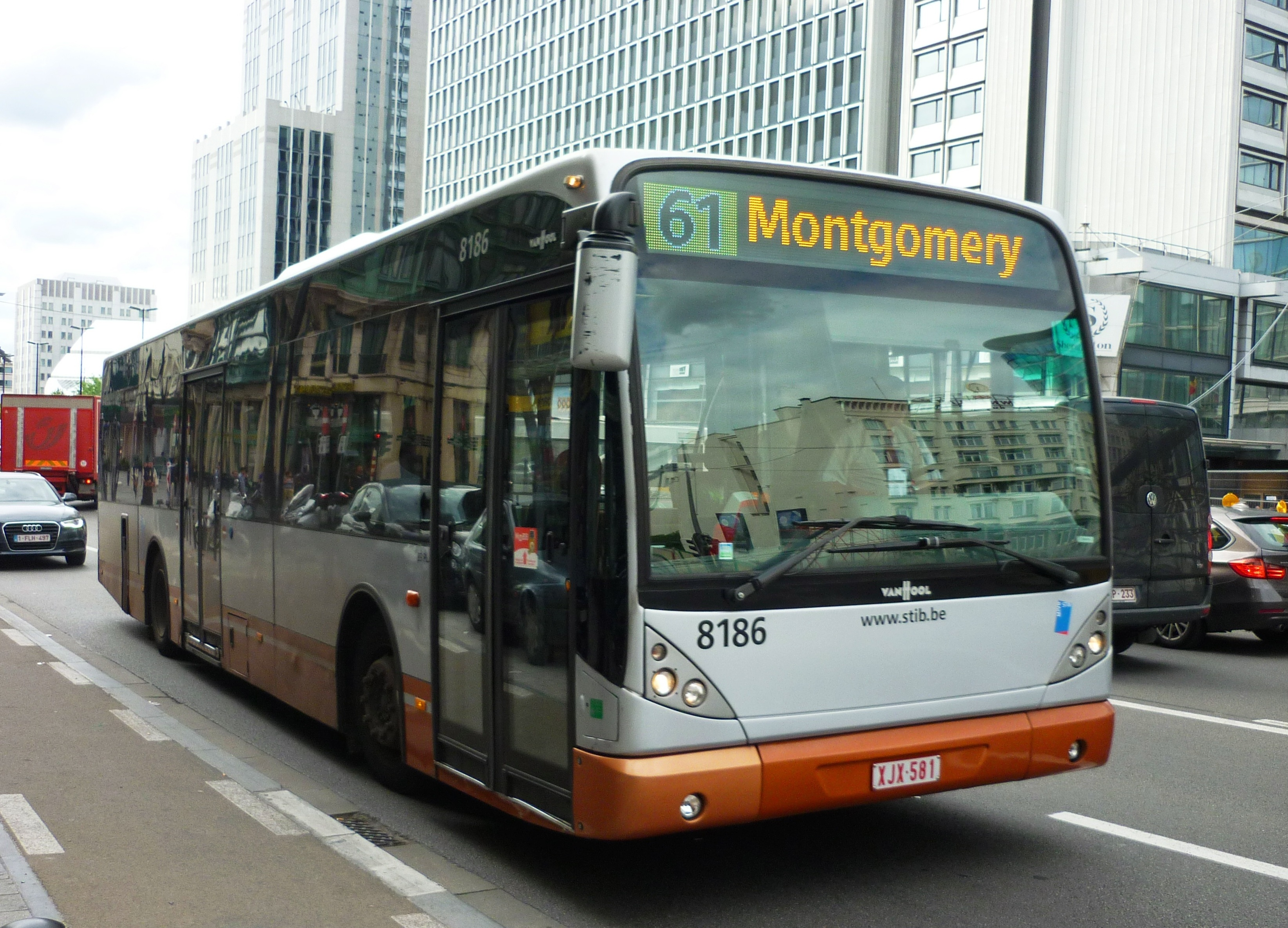
Autobus sur la ligne 61 en 2015.

La ligne est supprimée le 30 septembre 1987 entrainant la fermeture à tout trafic de la section entre Botanique et Etterbeek Mérode,[réf. nécessaire],. La section entre Bruxelles-Nord et le square Montgomery est remplacée par une ligne d'autobus sous l'indice 61, la section entre Bruxelles-Midi et la gare de Berchem-Sainte-Agathe est reprise par la ligne de tramway 58.